# Luke Rowe
Luke Rowe (* 10. März 1990 in Cardiff) ist ein ehemaliger walisischer Bahn- und Straßenradrennfahrer.

## Sportliche Laufbahn
2007 wurde Luke Rowe in Cottbus gemeinsam mit Adam Blythe, Peter Kennaugh und Mark McNally Bahnrad-Europameister in der Mannschaftsverfolgung der Junioren. Im Jahr darauf gewann er bei den Junioren-Bahnrad-Europameisterschaften in Pruszków die Silbermedaille in der Einer- und in der Mannschaftsverfolgung und im Madison holte er sich zusammen mit Mark Christian die Goldmedaille. Auf der Straße gewann er Silber im Straßenrennen der Junioren-Europameisterschaften in Verbania.
Im Jahr 2012 erhielt Luke Rowe einen Vertrag beim britischen UCI WorldTeam Sky Procycling. Bei der Tour of Britain gewann er im selben Jahr eine Etappe im Massensprint. Im Jahr darauf ging er erstmals bei den Frühjahres-Klassikern an den Start und bestritt die Flandern-Rundfahrt und Paris–Roubaix, ehe er bei der Vuelta a España 2013 sein Grand-Tour-Debüt gab. Er verließ die Rundfahrt jedoch auf der 15. Etappe. In den Jahren 2015, 2016 und 2017 fuhr er im Aufgebot des Tour-de-France-Teams und unterstützte Chris Froome bei dessen Gesamtsiegen. In den Jahren 2018 und 2019 war er auch an den Gesamtsiegen von Geraint Thomas und Egan Bernal beteiligt. Bei letzterer wurde Rowe nach der 17. Etappe jedoch aufgrund unsportlichen Verhalten disqualifiziert, da er, nachdem er vom ebenfalls disqualifizierten Tony Martin abgedrängt worden war, sich mit einem Faustschlag revanchierte. Beide Fahrer entschuldigten sich in einem gemeinsamen Video. Die Einsprüche der Teams gegen die Entscheidung der Jury blieben erfolglos.
Neben seinen Helferdiensten zeigte er immer wieder mit Top Ergebnissen bei den Kopfsteinpflaster-Klassikern auf und wurde Achter bei Paris–Roubaix 2015 und Fünfter bei der Flandern-Rundfahrt 2016. Weiters stand er als Dritter bei Kuurne–Brüssel–Kuurne 2017 auf dem Podest. Seinen zweiten Karriereerfolg feierte er im Rahmen der Herald Sun Tour 2017, als er die 2. Etappe als Solist gewann.
Auch nach den Jahren der Dominanz des Team Sky (zwischenzeitlich Ineos Grenadiers), nahm Luke Rowe bis ins Jahr 2022 jährlich an der Tour de France teil. Im Jahr 2023 bestritt er jedoch keine Grand Tour.
Am 3. Mai 2024 gab er sein Karriereende mit Ablauf der Saison bekannt. Sein älterer Bruder Matthew Rowe war ebenfalls als Radrennfahrer aktiv.
Nach seinem Karriereende wurde er Mitglied der sportlichen Leitung beim französischen UCI WorldTeam Decathlon AG2R La Mondiale.

## Erfolge

### Straße
2006
- Tour of Ireland (Junioren)

2009
- ZLM Tour

2011
- ZLM Tour
- eine Etappe Thüringen-Rundfahrt

2012
- eine Etappe Tour of Britain

2015
- Mannschaftszeitfahren Tour de Romandie

2017
- eine Etappe Herald Sun Tour

2018
- Mannschaftszeitfahren Settimana Internazionale
- Mannschaftszeitfahren Critérium du Dauphiné

### Bahn
2007
- Europameister – Mannschaftsverfolgung (Junioren) mit Adam Blythe, Peter Kennaugh und Mark McNally
- Britischer Meister – Madison mit Adam Blythe

2008
- Europameister – Madison (Junioren) mit Mark Christian
- Britischer Meister – Steher

2010
- Britischer Meister – Madison mit Mark Christian

2011
- U23-Europameisterschaft – Scratch
- Britischer Meister – Madison mit Peter Kennaugh

## Grand-Tour-Platzierungen
| Grand Tour            | 2013 | 2014 | 2015 | 2016 | 2017 | 2018 | 2019 | 2020 | 2021 | 2022 | 2023 | 2024 |
| --------------------- | ---- | ---- | ---- | ---- | ---- | ---- | ---- | ---- | ---- | ---- | ---- | ---- |
| Giro d’ItaliaGiro     | –    | –    | –    | –    | –    | –    | –    | –    | –    | –    | –    | –    |
| Tour de FranceTour    | –    | –    | 136  | 151  | 167  | 128  | DSQ  | 129  | DNF  | 106  | –    | –    |
| Vuelta a EspañaVuelta | DNF  | 141  | –    | –    | –    | –    | –    | –    | –    | –    | –    | –    |